# Safsaf
Safsaf (în arabă صفصاف) este o comună din provincia Mostaganem, Algeria.
Populația comunei este de 13.980 de locuitori (2008).